# Leichtathletik-Weltmeisterschaften 2022/20 km Gehen der Frauen

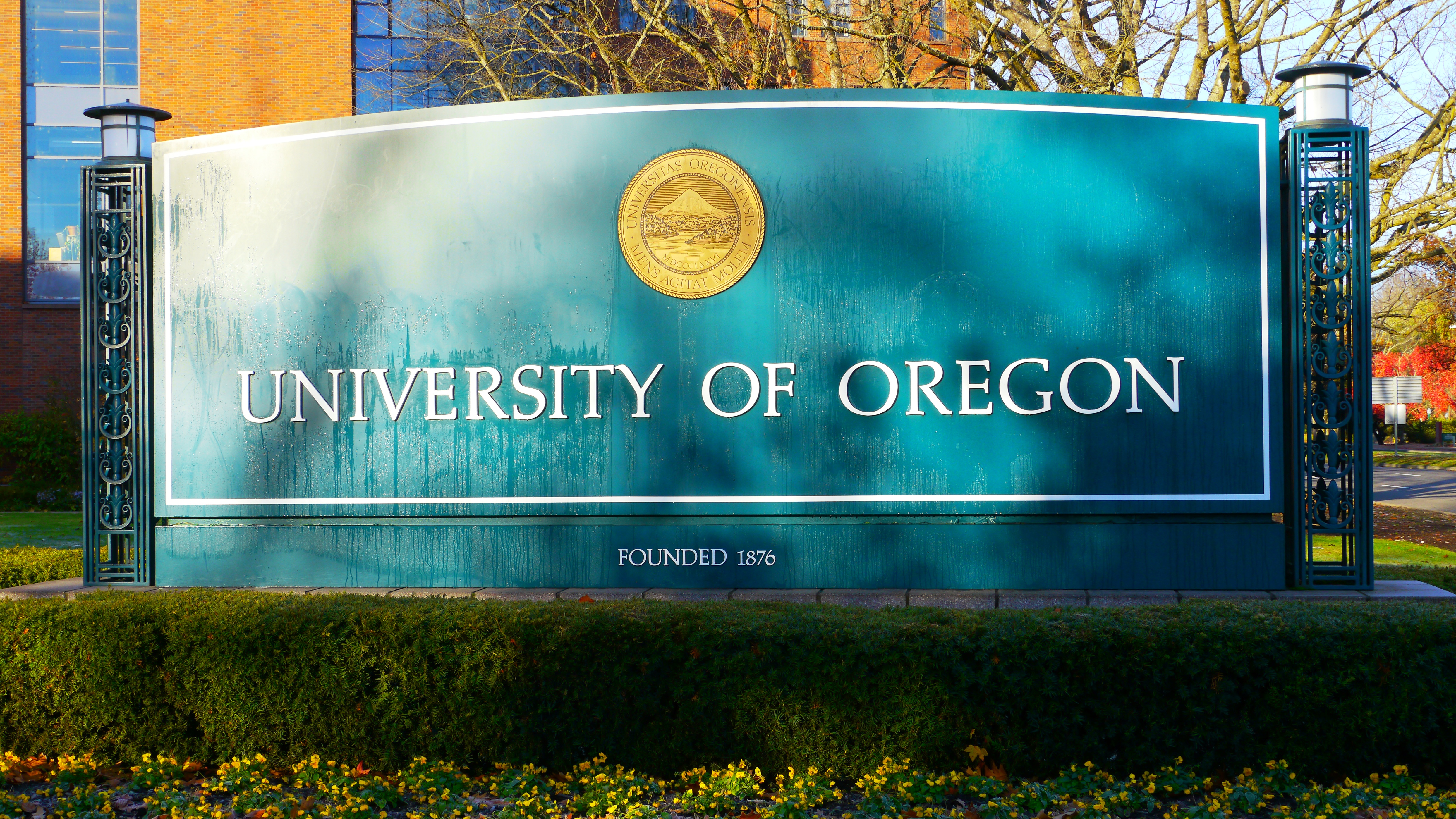
Der Start zum 20-km-Gehen erfolgte an der Universität von Eugene

Das 20-km-Gehen der Frauen bei den Leichtathletik-Weltmeisterschaften 2022 wurde am 17. Juli 2022 auf einem Rundkurs in der Stadt Eugene in den Vereinigten Staaten ausgetragen.
Weltmeisterin wurde die Peruanerin Kimberly García León. Sie gewann vor der Polin Katarzyna Zdziebło. Bronze ging an die chinesische Vizeweltmeisterin von 2019, WM-Dritte von 2011 und Olympiazweite von 2012 Qoijing Gyi.
Eine Woche später wiederholte sich genau diese Medaillenverteilung im Gehwettbewerb über die Distanz von 35 Kilometern.

## Rekorde

### Bestehende Rekorde
| Weltrekord | 1:24:38 h | Liu Hong          | La Coruña, Spanien    | 6. Juni 2015   |
| WM-Rekord  | 1:25:41 h | Olimpiada Iwanowa | WM Helsinki, Finnland | 7. August 2005 |

Der bestehende WM-Rekord wurde bei diesen Weltmeisterschaften nicht erreicht. Mit ihrer Siegerzeit von 1:26:58 h blieb die peruanische Weltmeisterin Kimberly García León 1:17 min über dem Rekord. Zum Weltrekord fehlten ihr 2:20 min.

### Rekordverbesserungen
Im Wettbewerb am 15. Juli wurden zwei neue Landesrekorde aufgestellt:
- 1:26:58 h – Kimberly García León, Peru
- 1:27:31 h – Katarzyna Zdziebło, Polen

## Durchführung
Hier gab es keine Vorrunde, alle 41 Geherinnen traten gemeinsam zum Finale an.

## Ergebnis

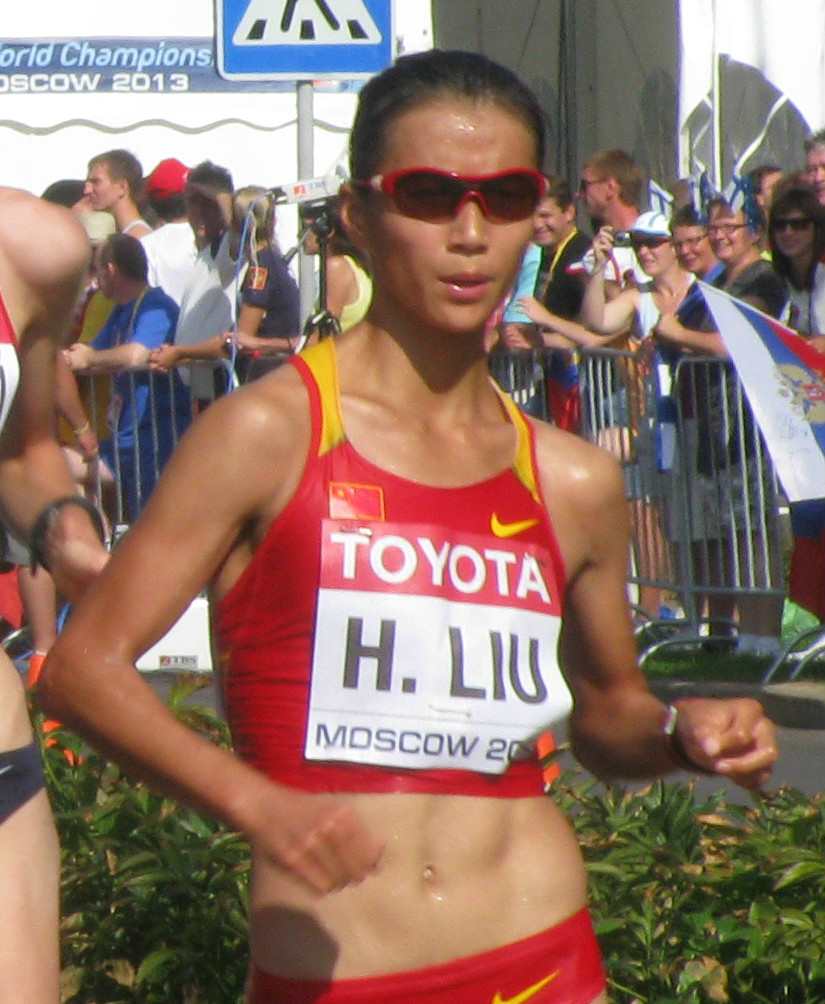
Die vierfache Weltmeisterin (2011/2013/2015/2019) und Olympiasiegerin von 2016 Liu Hong musste mit Platz fünf zufrieden sein

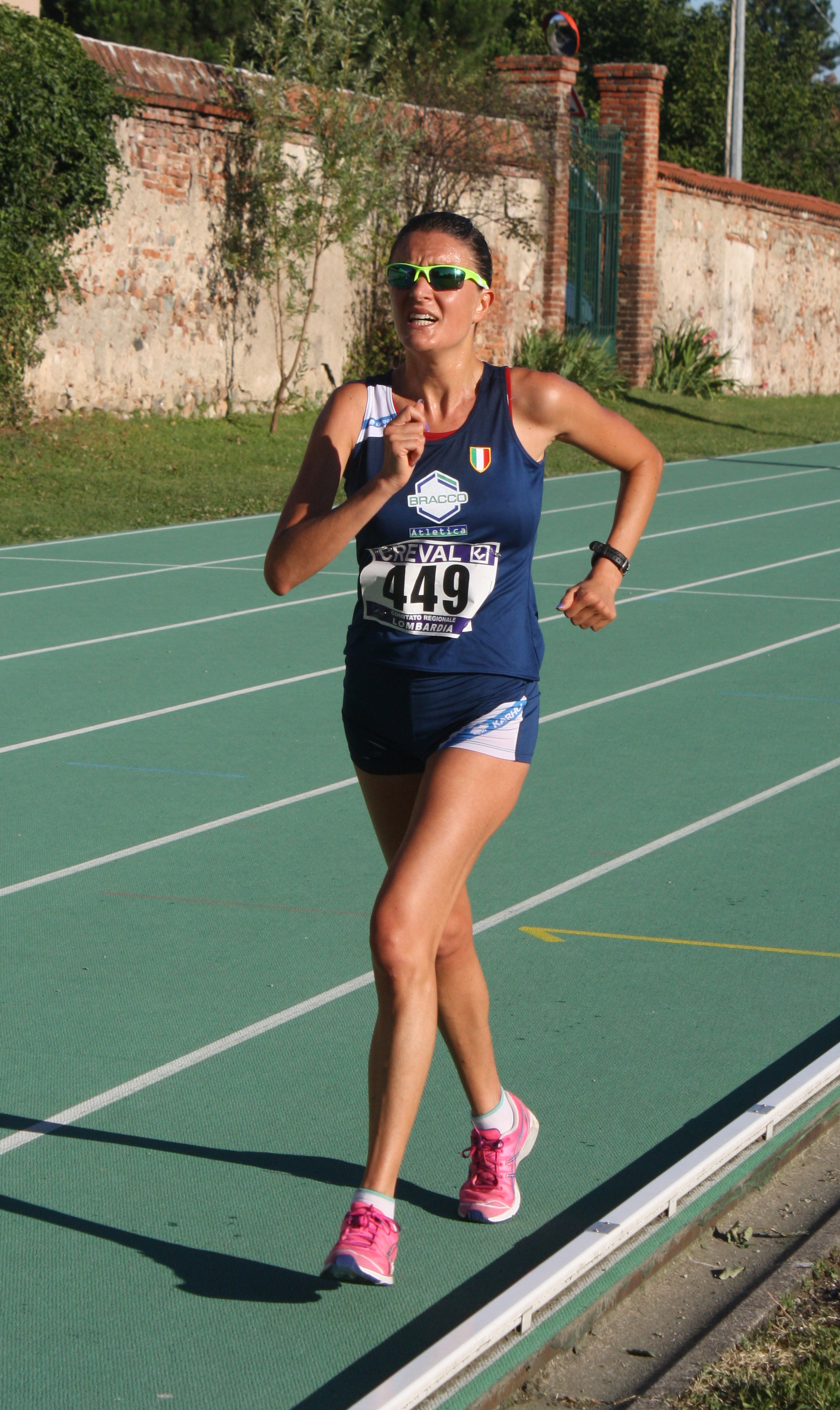
Valentina Trapletti – Platz acht

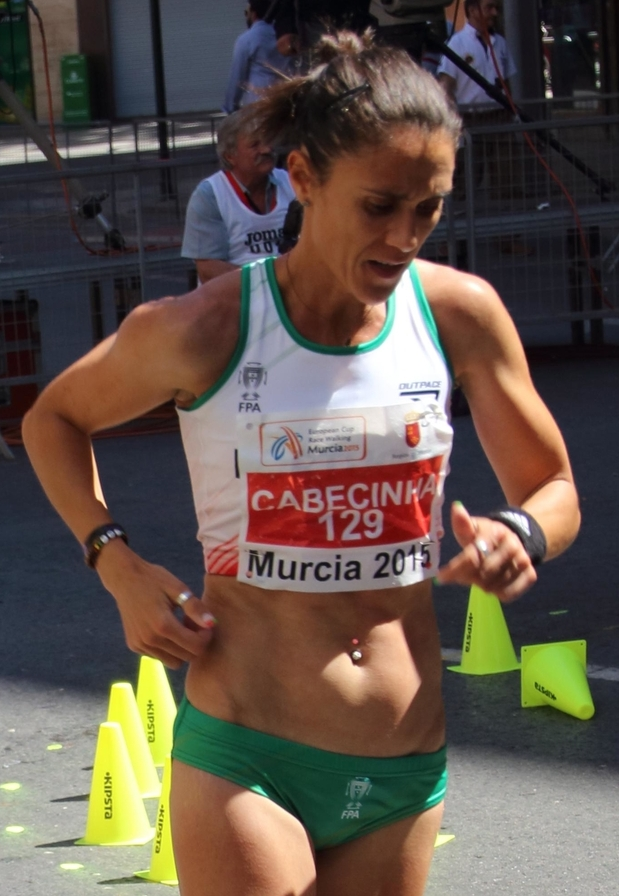
Ana Cabecinha belegte Rang neun

15. Juli 2022, 13:09 Uhr Ortszeit (22:09 Uhr MESZ)
| Platz | Name                             | Nation              | Verwarnungen        | Zeit (h)                                              |
| ----- | -------------------------------- | ------------------- | ------------------- | ----------------------------------------------------- |
| 1     | Kimberly García León             | Peru                |                     | 1:26:58 NR                                            |
| 2     | Katarzyna Zdziebło               | Polen               |                     | 1:27:31 NR                                            |
| 3     | Qoijing Gyi                      | Volksrepublik China |                     | 1:27:56                                               |
| 4     | Jemima Montag                    | Australien          |                     | 1:28:17                                               |
| 5     | Liu Hong                         | Volksrepublik China | Bod                 | 1:29:00                                               |
| 6     | Nanako Fujii                     | Japan               | Bod                 | 1:29:01                                               |
| 7     | Alegna González                  | Mexiko              |                     | 1:29:40                                               |
| 8     | Valentina Trapletti              | Italien             | Bod                 | 1:29:54                                               |
| 9     | Ana Cabecinha                    | Portugal            | Knie                | 1:30:29                                               |
| 10    | Ma Zhenxia                       | Volksrepublik China | Bod                 | 1:30:39                                               |
| 11    | Olena Sobtschuk                  | Ukraine             |                     | 1:31:19                                               |
| 12    | Hanna Schewtschuk                | Ukraine             |                     | 1:31:42                                               |
| 13    | Wu Quanming                      | Volksrepublik China | Bod                 | 1:31:44                                               |
| 14    | Kumiko Okada                     | Japan               |                     | 1:31:53                                               |
| 15    | Saskia Feige                     | Deutschland         | Bod/Bod             | 1:32:12                                               |
| 16    | Noelia Vargas                    | Costa Rica          | Knie                | 1:32:36                                               |
| 17    | Viviane Lyra                     | Brasilien           | Bod/Bod             | 1:33:11                                               |
| 18    | Meryem Bekmez                    | Türkei              | Knie                | 1:33:27                                               |
| 19    | Glenda Morejón                   | Ecuador             |                     | 1:34:27                                               |
| 20    | Rebecca Henderson                | Australien          |                     | 1:34:38                                               |
| 21    | Eliška Martínková                | Tschechien          | Bod                 | 1:34:46                                               |
| 22    | Kiriaki Filtisakou               | Griechenland        |                     | 1:34:55                                               |
| 23    | Brigita Virbalytė-Dimšienė       | Litauen             |                     | 1:35:36                                               |
| 24    | Robyn Stevens                    | USA                 | Bod                 | 1:36:16                                               |
| 25    | Carolina Costa                   | Portugal            |                     | 1:36:31                                               |
| 26    | Karla Jaramillo                  | Ecuador             |                     | 1:36:36                                               |
| 27    | Angela Melania Castro Chirivechz | Bolivien            |                     | 1:36:52                                               |
| 28    | Christina Papadopoulou           | Griechenland        | Knie/Knie/Knie      | 1:37:20 IWR 230, TR54.7.3 – PLZ120 (Zeitstrafe 2 min) |
| 29    | Enni Nurmi                       | Finnland            |                     | 1:37:29                                               |
| 30    | Emily Wamusyi Ngii               | Kenia               | Bod                 | 1:37:43                                               |
| 31    | Evelyn Inga                      | Peru                | Knie/Knie           | 1:38:23                                               |
| 32    | Inês Henriques                   | Portugal            |                     | 1:38:32                                               |
| 33    | Galina Jakuschewa                | Kasachstan          |                     | 1:38:47                                               |
| 34    | Priyanka Goswami                 | Indien              | Bod/Bod/Bod         | 1:39:42                                               |
| 35    | Miranda Melville                 | USA                 | Knie/Knie           | 1:39:58                                               |
| 36    | Rachelle De Orbeta               | Puerto Rico         | Bod                 | 1:41:55                                               |
| DNF   | Ljudmyla Oljanowska              | Ukraine             |                     |                                                       |
| DNF   | Valeria Ortuño                   | Mexiko              |                     |                                                       |
| DSQ   | Nicole Colombi                   | Italien             | Knie/Knie/Knie/Knie | IWR 230, TR54.7.5 – Disqualifikation                  |
| DSQ   | Maidy Monge                      | Guatemala           | Bod/Bod/Bod/Bod     | IWR 230, TR54.7.5 – Disqualifikation                  |
| DSQ   | María Pérez García               | Spanien             | Knie/Bod/Bod/Bod    | IWR 230, TR54.7.5 – Disqualifikation                  |

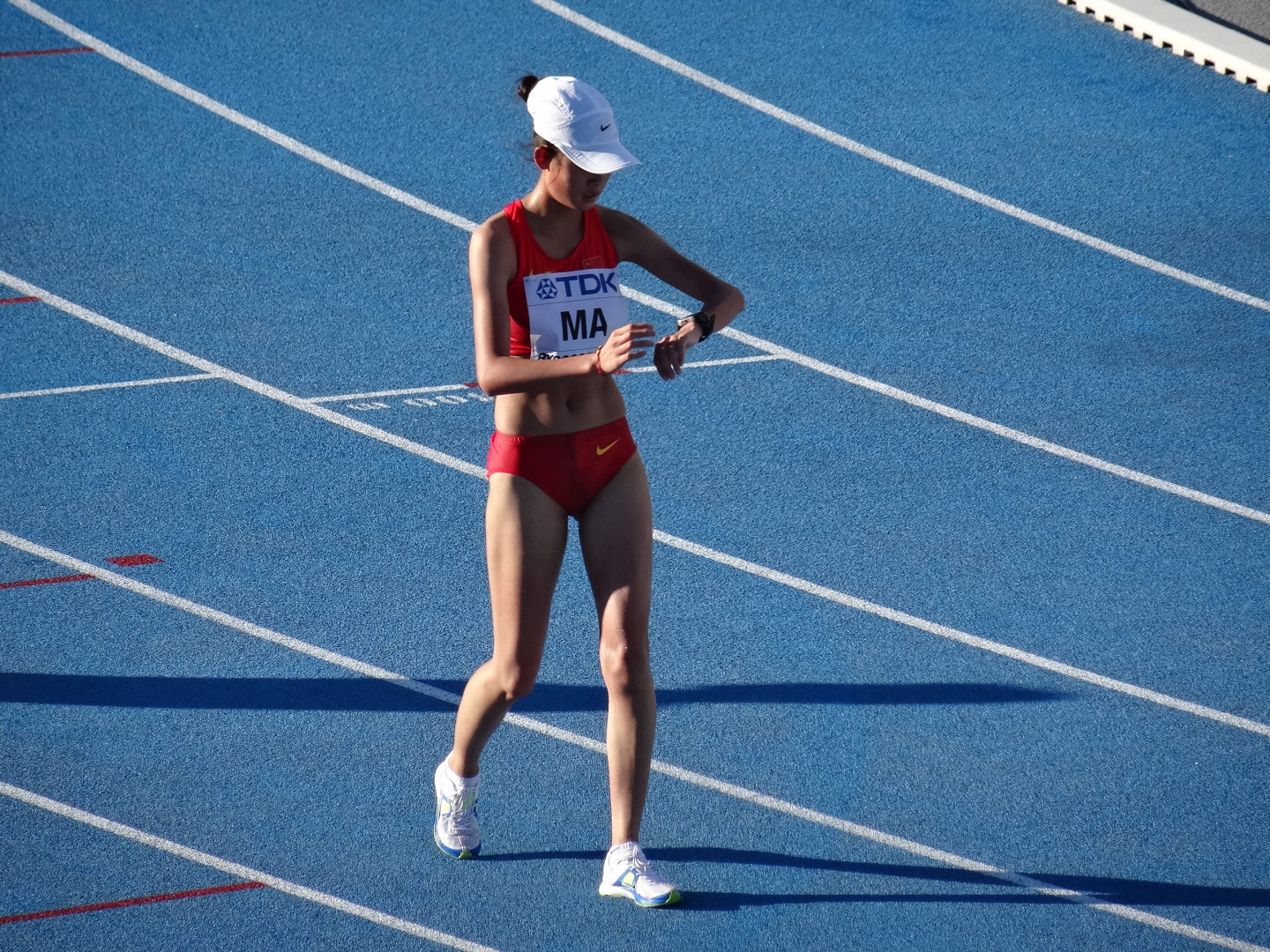
Die zehntplatzierte Zhenxia Ma
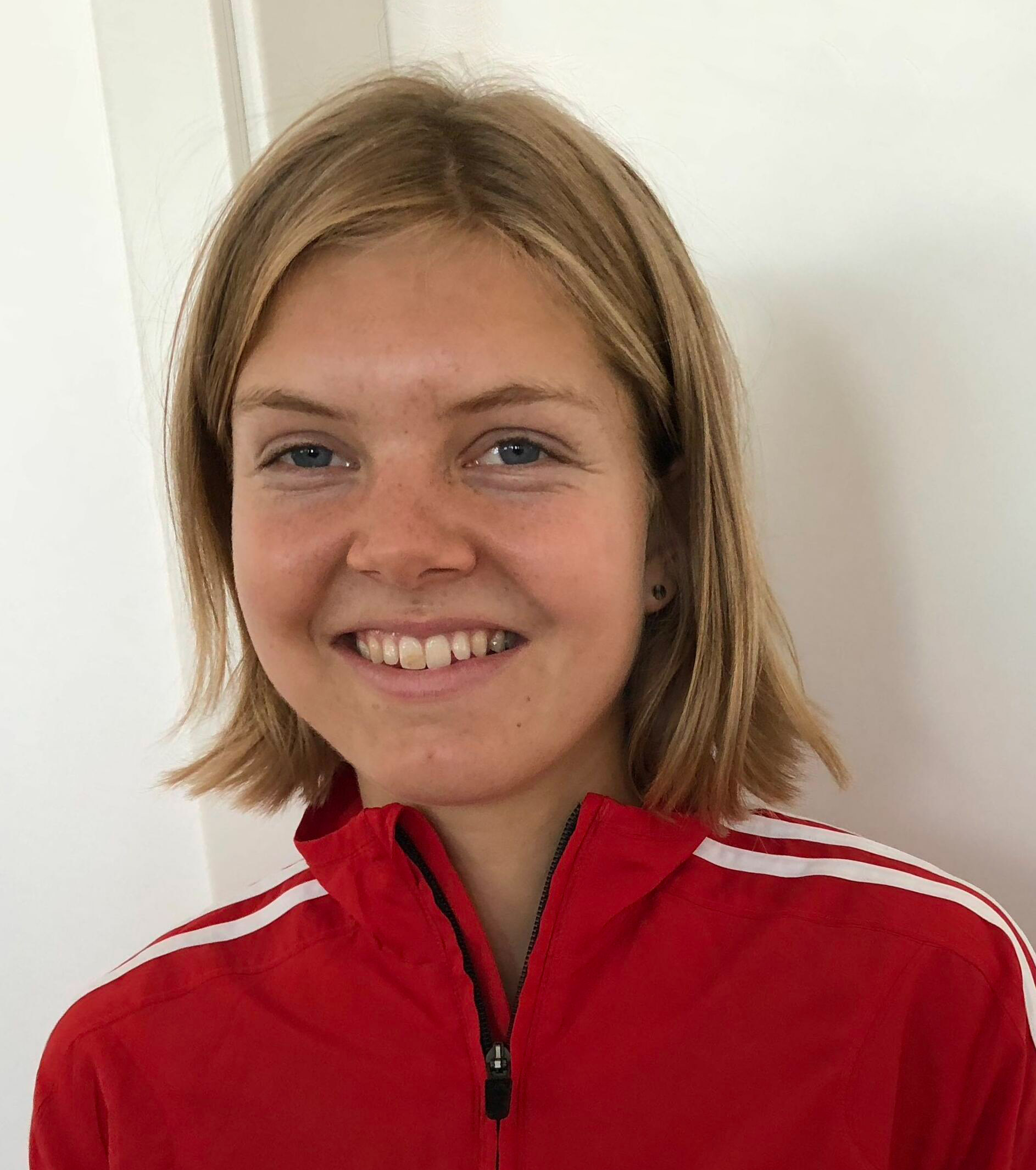
Saskia Feige – Rang fünfzehn
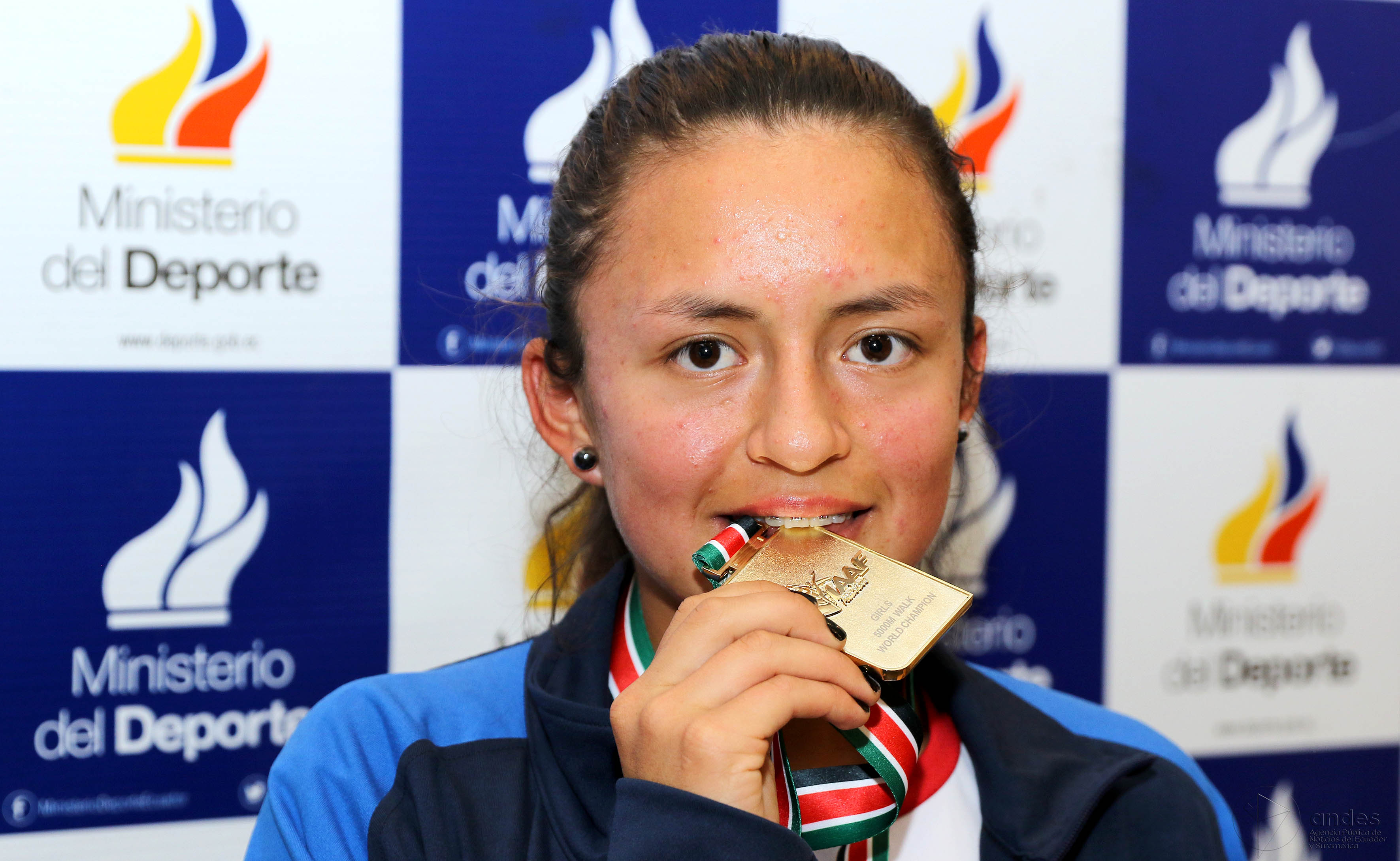
Glenda Morejón erreichte Platz neunzehn
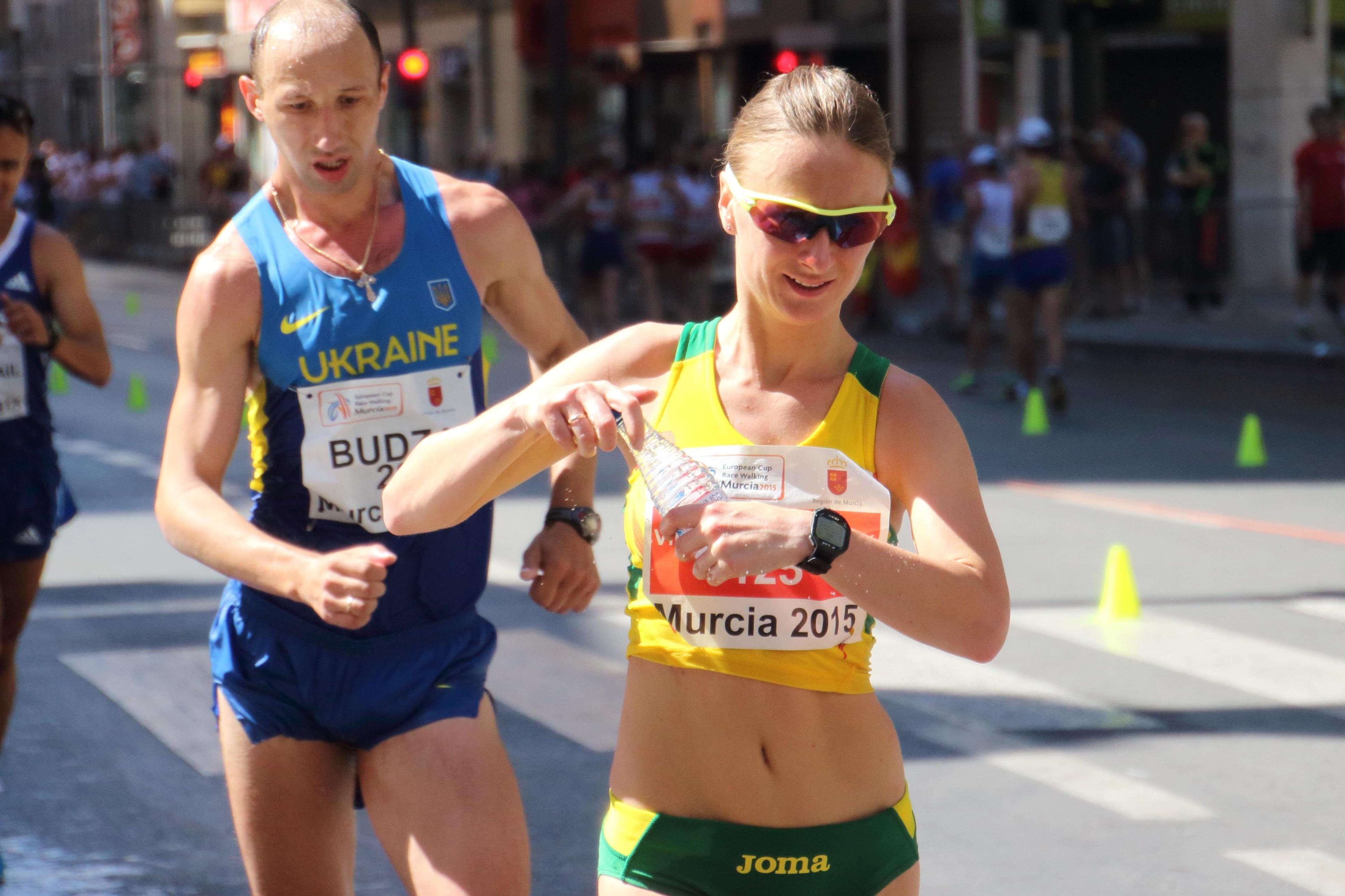
Brigita Virbalytė-Dimšienė wurde 23.

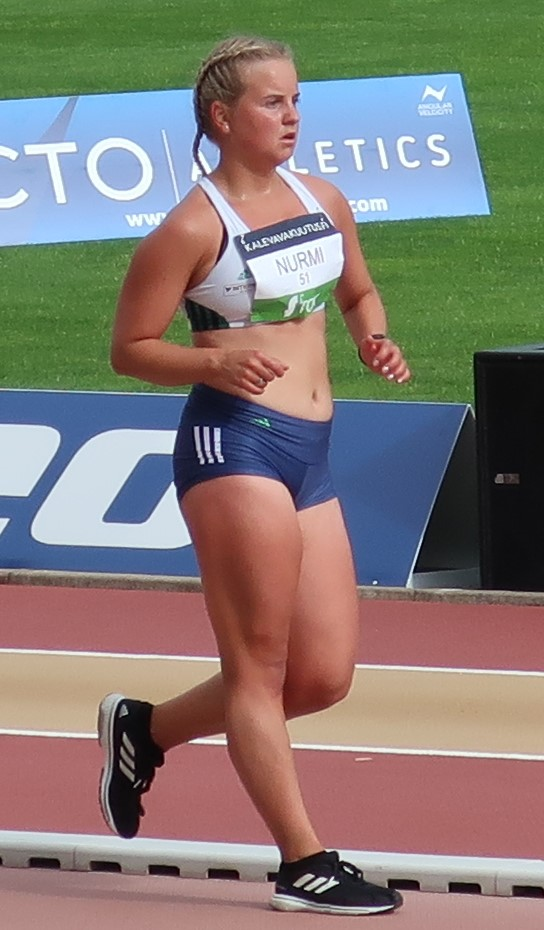
Enni Nurmi – Rang 29
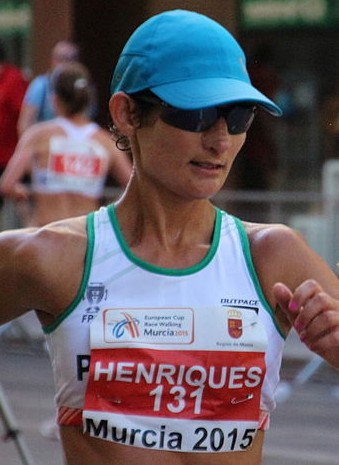
Platz 32 für die Weltmeisterin von 2017 im 50-km-Gehen Inês Henriques
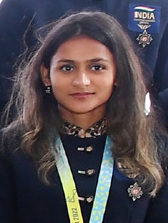
Priyanka Goswami – Rang 34
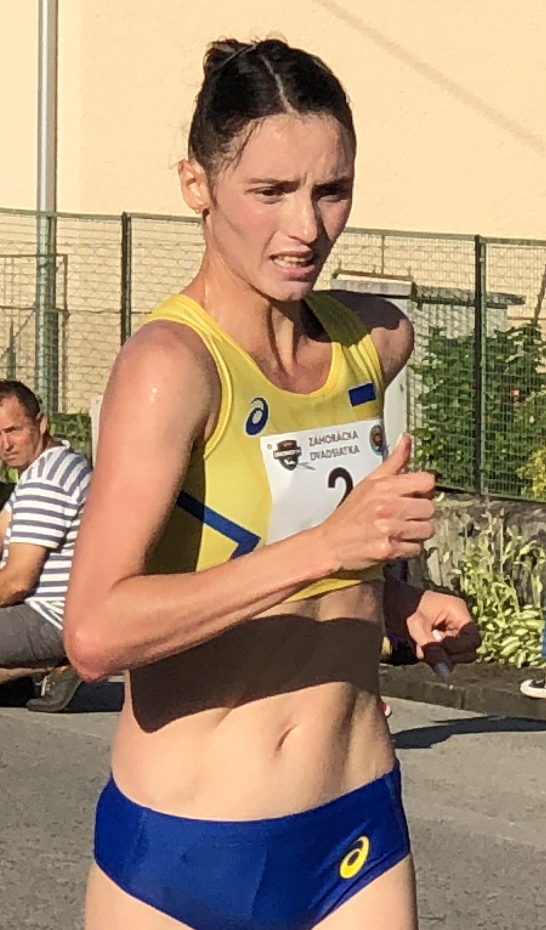
Ljudmyla Oljanowska – Wettkampf nicht beendet

## Videolinks
- Day 1 Highlights, World Athletics Championships Oregon 22, Bereich: 2:26 min bis 3:03 min, youtube.com, abgerufen am 23. August 2022
- Kimberly García León strikes double world race walk gold, youtube.com, abgerufen am 23. August 2022